# Eisgrubweg (Mainz)

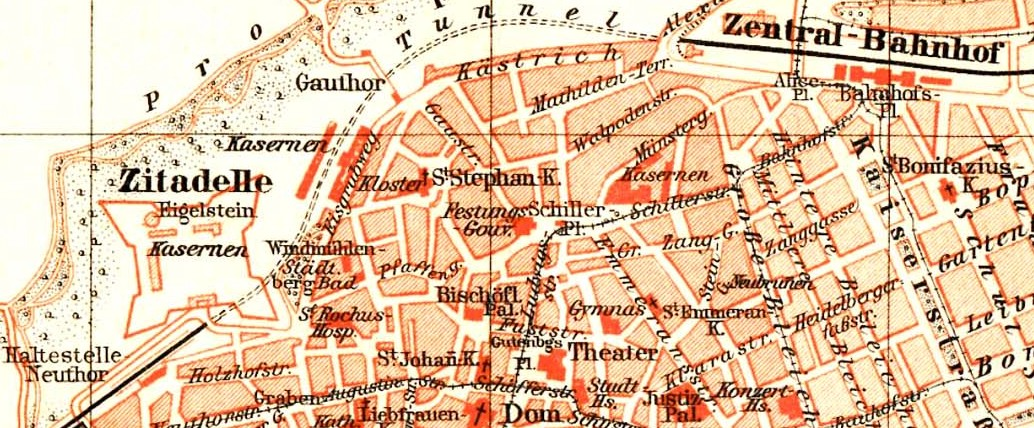
Landkarte von 1898 mit der Eisgrub

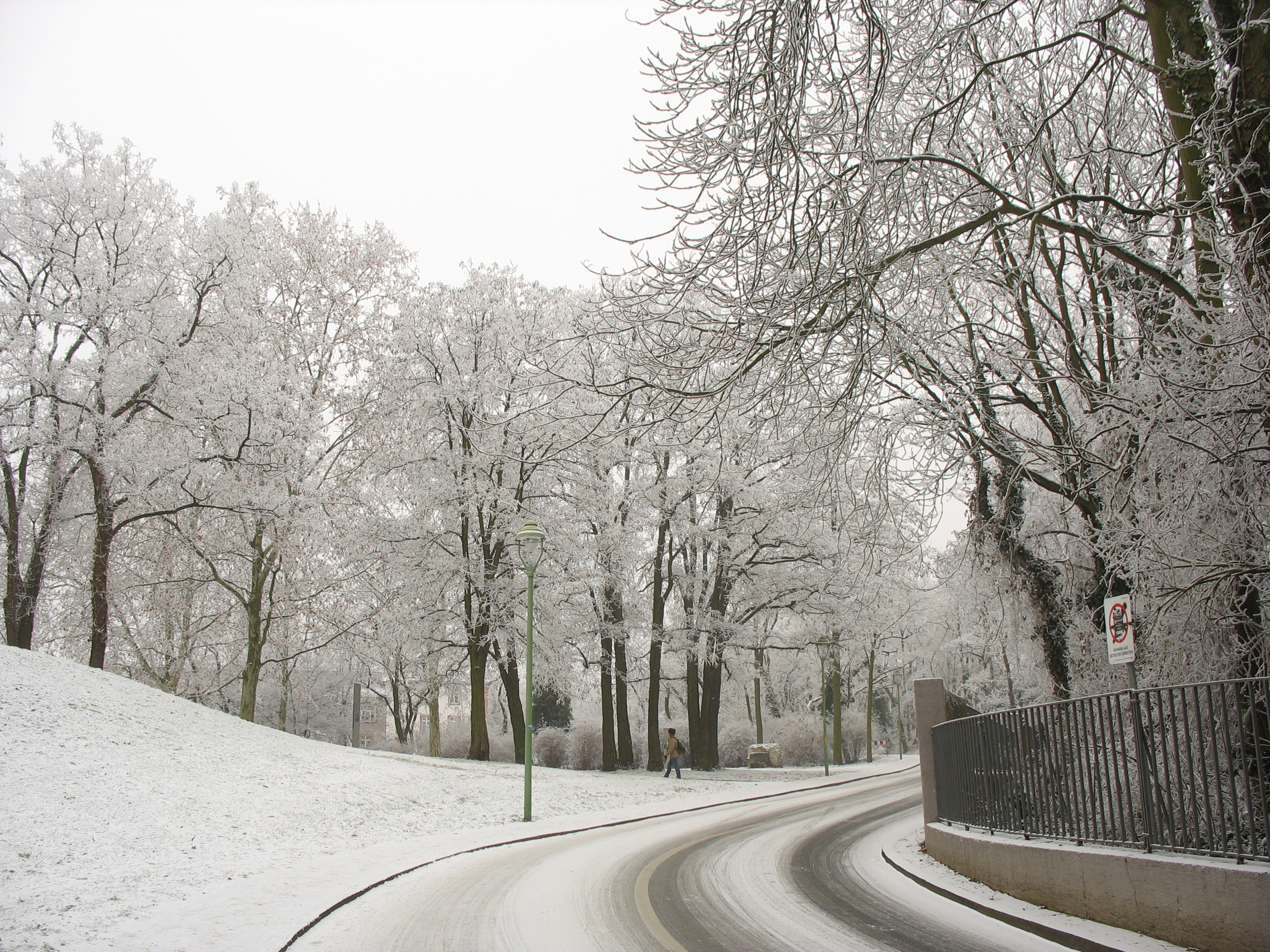
Eisgrubweg

Die Eisgrub in der Mainzer Oberstadt befindet sich unterhalb der Zitadelle und wurde seit 1872 als Natur-Eiskeller benutzt. Die wachsende Stadt benötigte damals mehr Kühlmöglichkeiten. Der Name setzt sich aus den Wörtern Eis und Grube (in der Mainzer Mundart ohne e gesprochen) zusammen.
Bald darauf löste sich das Problem mit der Entwicklung der Erzeugung künstlicher Kälte durch Carl von Linde, und die neuen geräumigen Keller waren nicht mehr notwendig. Der Friedensvertrag von Versailles forderte die Schließung unter anderem der erst 1839 als Defensionskaserne errichteten Eisgrubkaserne. Dies machte es möglich, dass einige Abschnitte des Mainzer Eisenbahntunnels Mitte der 1920er Jahre aufgegraben werden konnten, um die Abgase der damaligen Dampflokomotiven aus dem Tunnel entweichen zu lassen.
Im Eingangsbereich befindet sich heute die Mainzer Gasthausbrauerei Eisgrub-Bräu. Der Eingangsbereich selbst ist mit Natursteinen verblendet. Eine große ebenfalls natursteinverblendete Treppenanlage führt vom Eingang in der Weißliliengasse zum Eisgrubweg.

## Einzelnachweise

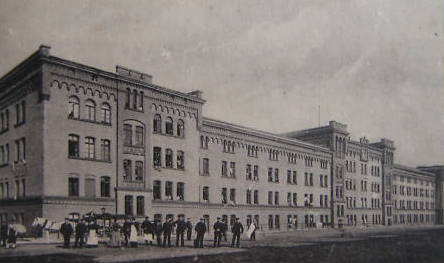
Eisgrubkaserne um 1900

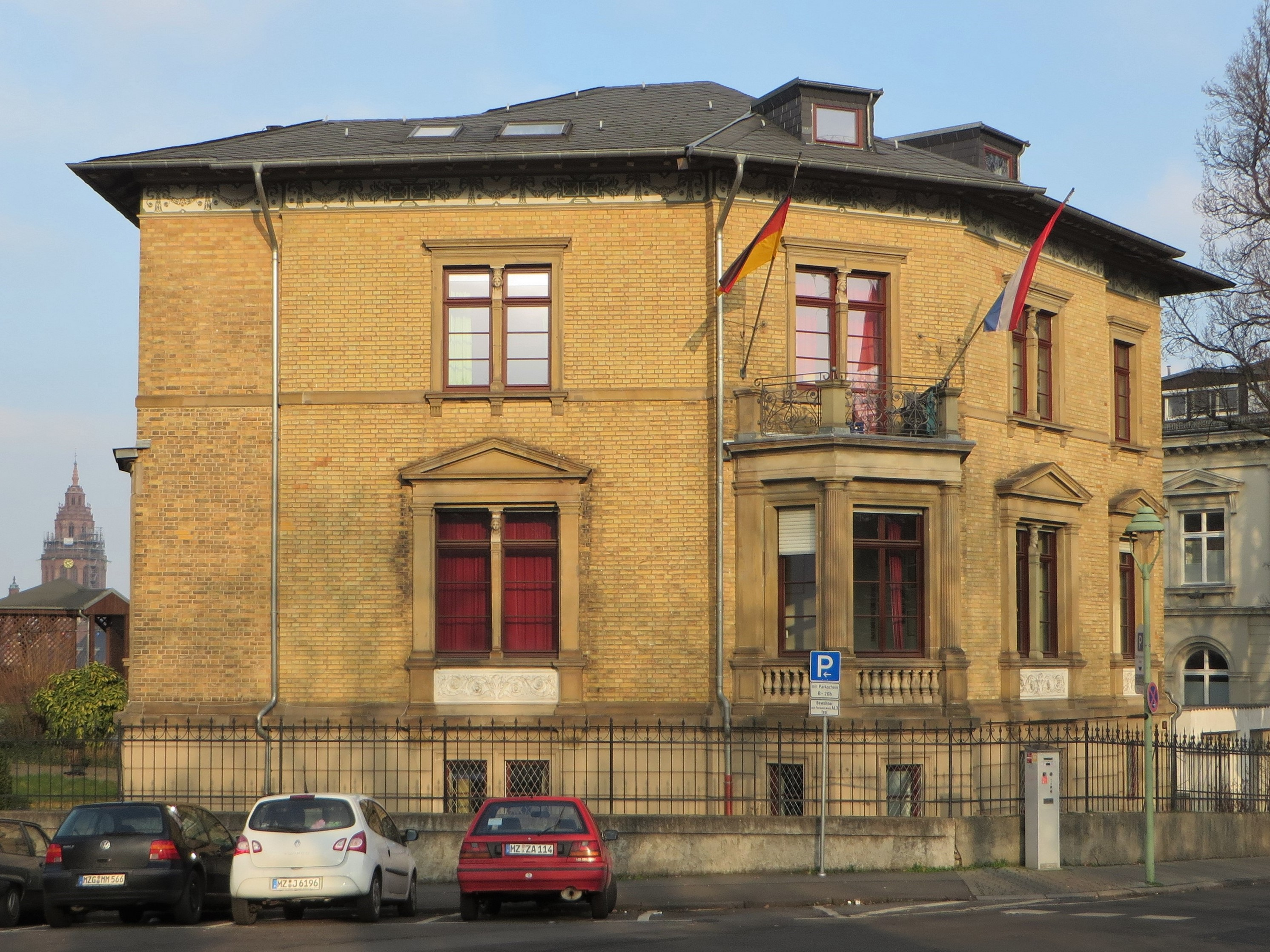
Die Villa Eisgrubweg 13